# Chiesa di San Gioachimo (Milano)
La chiesa di san Gioachimo sorge nel Municipio 2 di Milano, sulla piazza omonima. Fu voluta nel 1880 da monsignor Luigi Nazari di Calabiana, arcivescovo di Milano dal 1867 alla morte nel 1893, e senatore del Regno di Sardegna dal 1848 alla morte. È intitolata a san Gioachimo, tradizionalmente indicato come sposo di Sant'Anna, da cui sarebbe nata Maria, madre di Gesù.

## Storia

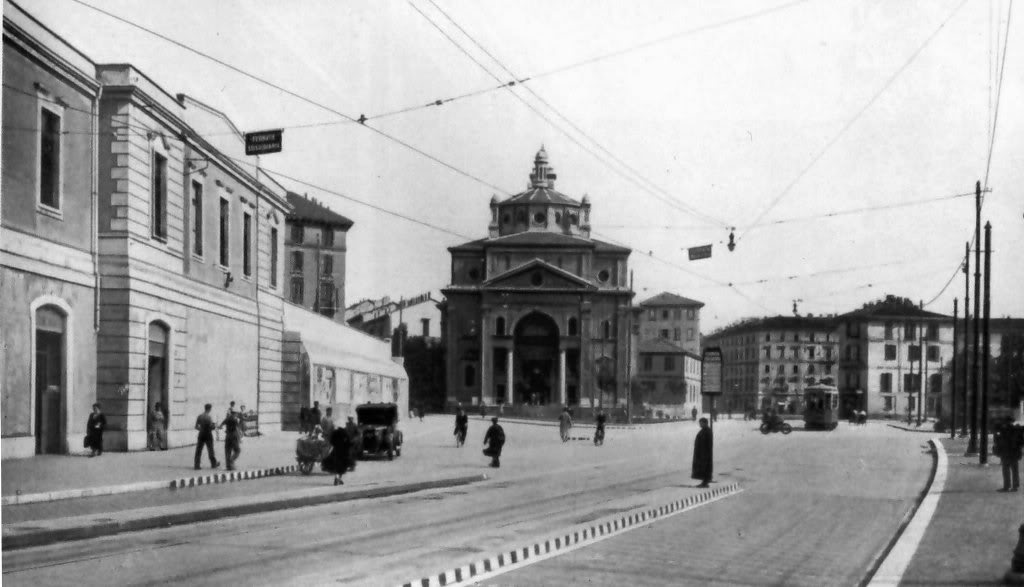
San Gioachimo in una fotografia del 1931; sulla sinistra Le varesine

La vicinanza di monsignor Nazari ai Savoia, ribadita in tempi di Non expedit, fece sì che questo arcivescovo di Milano, contrariamente alla tradizione, non fosse mai nominato cardinale, nonostante la sua attività di conciliazione tra le correnti dei cattolici, all'epoca in grave conflitto a causa della questione romana, e nonostante che l'intitolazione a san Gioachimo fosse appunto ispirata al nome del papa in soglio all'epoca della costruzione, Leone XIII, al secolo Vincenzo Gioacchino Raffaele Luigi Pecci.
La chiesa sorse presso la allora nuova stazione di Milano centrale del 1864, in un'area di nuova urbanizzazione e in via di sviluppo.
Con la dismissione della Centrale nel 1931 rimasero in attività, di fronte alla chiesa, i binari delle linee varesine, divenuti stazione di Porta Nuova.

## Descrizione

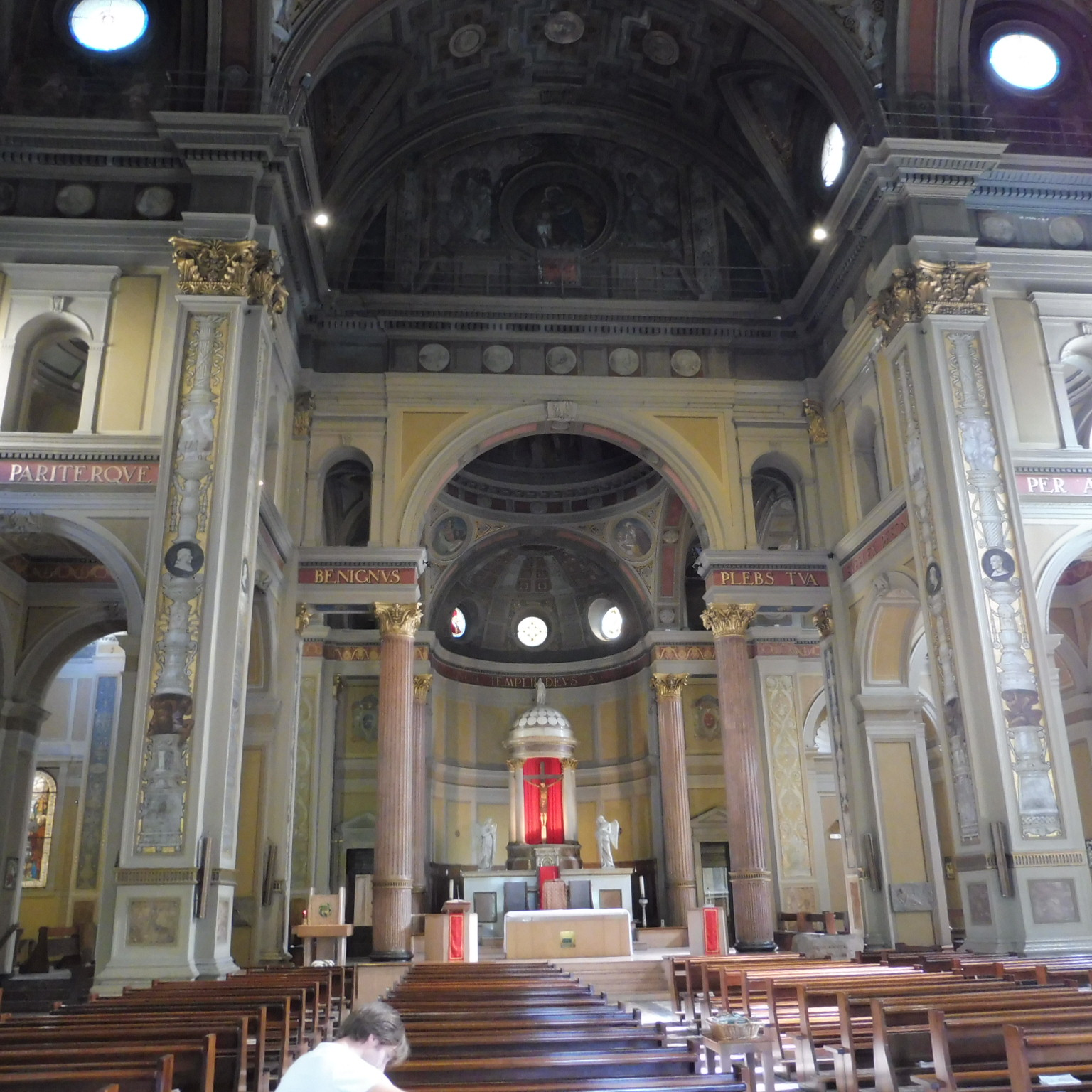
L'interno

Fu realizzata dall'architetto Enrico Terzaghi nel 1885, nello stile neorinascimentale all'epoca molto in voga, su una pianta centrale quadrata sviluppata a croce greca.
L'esterno prospetta attualmente sulla piazza con un arcone sovrastato da timpano, d'ingresso al breve pronao colonnato; la piazza fu però aperta negli anni 1920, e la chiesa in origine prospettava su via Galilei di fronte ai sottopassaggi della vecchia Stazione centrale, all'incrocio con la via di Ponte Seveso che correva lungo il suo lato destro (oggi via Fabio Filzi).
La copertura del vasto e luminoso spazio centrale consiste in un tiburio poligonale risolto a calotta all'interno; a questo se ne aggiunge un altro più piccolo in corrispondenza del presbiterio. Dietro l'abside s'innalza il campanile, che ospita 5 campane a sistema ambrosiano.
Le due cappelle laterali sono dedicate a san Gioachimo (a sinistra) e alla Madonna del Suffragio (a destra). Due grandi bassorilievi a stucco dipinto costituiscono le rispettive pale d'altare.
Delle due grandi vetrate dipinte, quella di sinistra rappresenta una crocifissione ed è dedicata alla memoria dei parrocchiani caduti nella guerra del 1915-18, elencati nella lapide sottostante; quella di destra rappresenta una scena della famiglia di Maria con i santi Gioacchino e Anna, e con Gesù e Giovanni Battista bambini. È datata 1932 e dedicata alla memoria di Giovanni Battista Pirelli e della moglie Maria Sormanni. 
Sotto, è affisso un bassorilievo di Enrico Manfrini raffigurante la Madonna col Bambino al centro, con accanto san Gioachimo e sant'Anna (in piedi), e santa Rita e sant'Antonio (in ginocchio). 
Alle pareti, oltre alla lapide con ritratto in memoria del fondatore e finanziatore della chiesa, arcivescovo Nazari, una Via Crucis in rame smaltato di Giuseppe Maretto.